# جورجیو باسانی
جورجیو باسانی (زاده‌۴ مارس ۱۹۱۶ – درگذشته ۱۳ آوریل ۲۰۰۰) رمان‌نویس، شاعر، مقاله‌نویس، ویراستار و روشنفکر ایتالیایی بود.